# اولگا آروسوا
اولگا آروسوا (روسی: О́льга Алекса́ндровна Аро́сева؛ ۲۱ دسامبر ۱۹۲۵ – ۱۳ اکتبر ۲۰۱۳) بازیگر اهل اتحاد جماهیر شوروی بود.
وی همچنین برندهٔ جوایزی همچون هنرمند مردمی جمهوری شوروی فدراتیو سوسیالیستی روسیه، نشان افتخار شایستگی در فرهنگ لهستان، نشان پیش‌کسوت کار، و نشان افتخار فدراسیون روسیه شده‌است.